# Milyeringa
Milyeringa is een geslacht van straalvinnige vissen uit de familie van slaapgrondels (Eleotridae).

## Soorten
- Milyeringa veritas Whitley, 1945
- Milyeringa brooksi Chakrabarty, 2010